# Thailand op de Olympische Zomerspelen 1956
Thailand nam deel aan de Olympische Zomerspelen 1956 in Melbourne, Australië. Ook op de tweede editie werd geen medaille gewonnen. Het voetbalelftal debuteerde op deze Spelen.
Afghanistan · Argentinië · Australië · Bahama's · België · Bermuda · Birma · Brazilië · Brits-Guiana · Bulgarije · Cambodja* · Canada · Ceylon · Chili · Colombia · Cuba · Denemarken · Duits eenheidsteam · Egypte* · Ethiopië · Fiji · Filipijnen · Finland · Frankrijk · Griekenland · Groot-Brittannië · Hongarije · Hongkong · Ierland · IJsland · India · Indonesië · Iran · Israël · Italië · Jamaica · Japan · Joegoslavië · Kenia · Liberia · Luxemburg · Malakka · Mexico · Nederland* · Nieuw-Zeeland · Nigeria · Noord-Borneo · Noorwegen · Oeganda · Oostenrijk · Pakistan · Peru · Polen · Portugal · Puerto Rico · Roemenië · Singapore · Sovjet-Unie · Spanje* · Taiwan · Thailand · Trinidad en Tobago · Tsjecho-Slowakije · Turkije · Uruguay · Venezuela · Verenigde Staten · Vietnam · Zuid-Afrika · Zuid-Korea · Zweden · Zwitserland*

*alleen deelgenomen in Stockholm